# Christian August Brandis
Christian August Brandis (født 11. februar 1790 i Hildesheim, død 24. juli 1867 i Bonn) var en tysk filosof. 

## Liv og gerning
Brandis' fader, Joachim Dietrich Brandis, var læge. Hans moder var Juliane, født Link, en søster til den tyske botaniker Heinrich Friedrich Link. 
Brandis studerede først i Kiel, siden i Gøttingen filologi og filosofi og erhvervede sig ved en afhandling om eleaterne i 1813 den filosofiske doktorgrad ved Københavns Universitet. Allerede samme år blev han her lektor i filosofi og adjunkt ved det filosofiske fakultet, men beholdt kun denne stilling til 1815, da han efter begæring fik sin afsked og drog til udlandet, hvor han fremtidig tog ophold. Først rejste han til Berlin, ved hvis universitet han privat holdt forelæsninger (Von der Begriff der Geschichte der Philosophie, Kopenhagen 1815). På opfordring af Carsten Niebuhr fulgte han 1816 med det preussiske gesandtskab som legationssekretær til Rom, men også denne stilling opgav han snart. 
I 1818 blev han ekstraordinær og 1822 ordinær professor i filosofi ved universitetet i Bonn og udgav sammen med Niebuhr 1827-1830 Rheinisches Museum für Philologie, Geschichte und griechische Philosophie, lige som han på Berliner-akademiets opfordring sammen med Immanuel Bekker begyndte at samle materiale til Berlinerudgaven af Aristoteles, der udkom i 4 bind 1831-1836. Fra 1837 til 1839 var Brandis kabinetsråd hos kong Otto 1. af Grækenland, hvorefter han atter overtog professoratet i Bonn, hvor han virkede til sin død. Han udgav efter hjemkomsten Mittheilungen über Griechenland (1842),

## Forfatterskab
Brandis har skrevet fremstillinger af oldtidens filosofi: 
- Geschichte der Entwickelungen der griechischen Philosophie und ihrer Nachwirkungen im römischen Reiche (1862)
- Handbuch der Geschichte der Griechisch-Römischen Philosophie (1835–1866)